# Hard Truck (серія ігор)
Hard Truck — серія комп'ютерних ігор у жанрі автосимулятора, видавана американської компанією ValuSoft.

## Ігри серії
- 1999 — Hard Truck від Softlab NSK (українська назва — «Далекобійники: Шлях до перемоги»)
- 2002 — Hard Truck 2: King of the Road від Softlab NSK (українська назва — «Далекобійники 2»)
- 2002 — Hard Truck: 18 Wheels of Steel від SCS Software (починає серію ігор «18 Wheels of Steel»)
- 2005 — Hard Truck Apocalypse від Targem Games (українська назва — «Ex Machina»)
- 2006 — Hard Truck Apocalypse: Rise of the Clans від Targem Games (українська назва — «Ex Machina: Меридіан 113»)
- 2006 — Hard Truck Tycoon від G5 Software

## Огляд

Обкладинка англомовного видання гри «Hard Truck: 18 сталевих коліс».

Перші дві гри серії, «Hard Truck» і «Hard Truck 2», відомі в Росії, як «Дальнобійники» і «Дальнобійники 2» (російський видавець — 1С).
Третя гра, «Hard Truck: 18 Wheels of Steel» (укр. Hard Truck: 18 Стальних Коліс) (розробник — чеська компанія SCS Software), пізніше стала основою для окремої ігрової серії. Дана частина зосереджена на постачанні товарів і містить елементи економічного симулятора. Існує три локації, за якими може подорожувати гравець; локації зображують реально існуючі області Сполучених Штатів, в тому числі:
- Фінікс, Аризона
- Лос-Анджелес, Каліфорнія
- Сан-Франциско, Каліфорнія
- Денвер, Колорадо
- Бойсе, Айдахо
- Чикаго, Іллінойс
- Луїсвілл, Кентуккі
- Лас-Вегас, Невада
- Хелена, Монтана
- Ріно, Невада
- Солт-Лейк-Сіті, Юта
- Шайєнн, Вайомінг
- Цинциннаті, Огайо
- Індіанаполіс, Індіана
- Детройт, Мічиган

Четверта і п'ята ігри серії відомі в Росії, як «Ex Machina» і «Ex Machina: Меридіан 113» і були розроблені компанією «Targem». Закордонним і вітчизняним видавцем виступила Бука.
Шоста гра, «Hard Truck Tycoon», розроблена студією G5 Software, являє собою економічну стратегію, сфокусованої на управлінні вантажоперевезеннями.